# Paragaleodes
Genre
Paragaleodes est un genre de solifuges de la famille des Galeodidae.

## Distribution
Les espèces de ce genre se rencontrent en Afrique du Nord, en Afrique de l'Est, au Moyen-Orient et en Asie centrale.

## Liste des espèces
Selon Solifuges of the World (version 1.0) :
- Paragaleodes erlangeri Kraepelin, 1903
- Paragaleodes fulvipes Birula, 1905
- Paragaleodes judaicus Kraepelin, 1899
- Paragaleodes melanopygus Birula, 1905
- Paragaleodes nesterovi Birula, 1916
- Paragaleodes occidentalis (Simon, 1885)
- Paragaleodes pallidus (Birula, 1890)
- Paragaleodes scalaris (C. L. Koch, 1842)
- Paragaleodes sericeus Kraepelin, 1899
- Paragaleodes spinifer Birula, 1938
- Paragaleodes tunetanus Kraepelin, 1899
- Paragaleodes unicolor (Birula, 1905)

## Publication originale
- Kraepelin, 1899 : « Zur Systematik der Solifugen. » Mitteilungen aus dem Naturhistorischen Museum in Hamburg, vol. 16, p. 195–259 (texte intégral).